# Złota reguła bilansowa
Złota reguła bilansowa – zasada polegająca na tym, że całość posiadanych przez przedsiębiorstwo aktywów stałych jest finansowana przy pomocy kapitałów własnych. 
Zgodnie z tą zasadą trwałe składniki aktywów powinny być finansowane kapitałem własnym, gdyż ta część majątku jest długoterminowo związana z przedsiębiorstwem, więc charakteryzuje się niskim tempem zamiany na gotówkę, dlatego powinna być sfinansowana bardziej stabilnymi kapitałami, oddanymi do dyspozycji przedsiębiorstwa na długi okres.
Powyższa reguła powinna być stosowana przez przedsiębiorstwo stosujące konserwatywną, bezpieczną politykę finansową.